# Urduliz (stacja metra)
Urduliz – stacja metra w Bilbao, na linii 1. Obsługiwana przez Bizkaiko Garraio Partzuergoa. Znajduje się w gminie Urduliz.